# جوش ويلسون (موسيقي)
جوش ويلسون (بالإنجليزية: Josh Wilson)‏ هو موسيقي أمريكي، ولد في 26 فبراير 1981 في إل دورادو في الولايات المتحدة.

## وصلات خارجية
- الموقع الرسمي
- جوش ويلسون على موقع ميوزك برينز (الإنجليزية)
- جوش ويلسون على موقع ديسكوغز (الإنجليزية)